# Mireia Portero Aylagas

## Mireia Portero Aylagas
Mireia Portero Aylagas (Barcelona, 1988) es una educadora española especializada en metodologías activas, competencia digital docente, gamificación e integración de tecnologías emergentes como la realidad aumentada, la realidad virtual y la inteligencia artificial en el ámbito escolar. Es maestra de Educación Primaria, jefa de estudios y formadora de profesorado.

### Formación académica
Se diplomó en Educación Primaria con especialidad en Educación Física en la Universidad Ramon Llull. Más adelante completó un máster en Liderazgo y Dirección de Centros Educativos en la Universidad Internacional de La Rioja (2023–2024). También ha realizado formaciones en competencia digital docente, gamificación e inteligencia artificial aplicada a la educación.

### Trayectoria profesional
Desde 2010 ejerce como docente en Educación Primaria. En el Colegio Santa Teresa de Jesús, en Terrassa, ha ocupado cargos de coordinación digital y jefatura de estudios, impulsando proyectos de transformación pedagógica y tecnológica.
Entre sus propuestas educativas destacan experiencias gamificadas como Pokéfmon, Super Mario Run, Esgrima Jedi y Minions Gym. También ha desarrollado proyectos que incorporan tecnologías inmersivas mediante estaciones de realidad aumentada, realidad virtual y croma.

### Formación docente y divulgación
Imparte formación a profesorado en competencias digitales, gamificación, inteligencia artificial y metodologías activas en instituciones públicas y privadas. Ha participado como ponente en congresos y jornadas educativas de ámbito nacional e internacional.
Asimismo, mantiene una labor divulgadora a través de entrevistas en medios de comunicación, participación en podcasts y directos en redes sociales profesionales.

### Publicaciones
En 2024 participó en el libro colectivo Trending Topic: Comienza la aventura educativa. Ese mismo año coordinó la obra Más allá del juego: Gamificación de la A-Z, publicada por Ediciones Algorfa, que reúne experiencias de más de veinte docentes.
En 2025 participó también con un capítulo en el libro Trending Topics: El juego del aula, en el que reflexiona sobre la aplicación de la gamificación en entornos educativos.
Además, ha publicado artículos en revistas especializadas y plataformas académicas sobre innovación educativa, uso de tecnologías en el aula y metodologías activas.

### Premios y reconocimientos
- Premio TIC en la escuela (2022).[3]
- Finalista en el Premio Espiral en la categoría de Entornos Virtuales y Metaverso (2022).[4]
- Premio de Innovación Educativa de Excelencia de la Fundación Escuela Cristiana de Cataluña (2023 y 2024).[3][4]
- Reconocimiento “STEAM Reference School – Nivel Oro” (2025).[3]
- Nominada a los Premios EDUCA ABANCA al Mejor Docente de España 2025 en la categoría de Educación no formal.[5]

### Filosofía educativa
Su modelo pedagógico se basa en un enfoque centrado en el alumnado, donde la tecnología actúa como complemento para un aprendizaje significativo, inclusivo y colaborativo. Promueve el pensamiento crítico, la creatividad, la ciudadanía digital, la sostenibilidad y la equidad dentro del proceso educativo.